# Sjlaptjajaure
Sjlaptjajaure är en sjö i Jokkmokks kommun i Lappland och ingår i Luleälvens huvudavrinningsområde. Sjön har en area på 2,33 kvadratkilometer och ligger 408 meter över havet. Sjön avvattnas av vattendraget Maivesjåkkå (Pälkasjåkkå).

## Delavrinningsområde
Sjlaptjajaure ingår i det delavrinningsområde (740137-164616) som SMHI kallar för Utloppet av Sjlaptjajaure. Medelhöjden är 426 meter över havet och ytan är 12,95 kvadratkilometer. Det finns inga avrinningsområden uppströms utan avrinningsområdet är högsta punkten. Maivesjåkkå (Pälkasjåkkå) som avvattnar avrinningsområdet har biflödesordning 3, vilket innebär att vattnet flödar genom totalt 3 vattendrag innan det når havet efter 265 kilometer. Avrinningsområdet består mestadels av skog (57 procent) och sankmarker (22 procent). Avrinningsområdet har 2,33 kvadratkilometer vattenytor vilket ger det en sjöprocent på 18 procent.